# Le Mariage de la Vierge (Raphaël)
Pour les articles homonymes, voir Le Mariage de la Vierge.

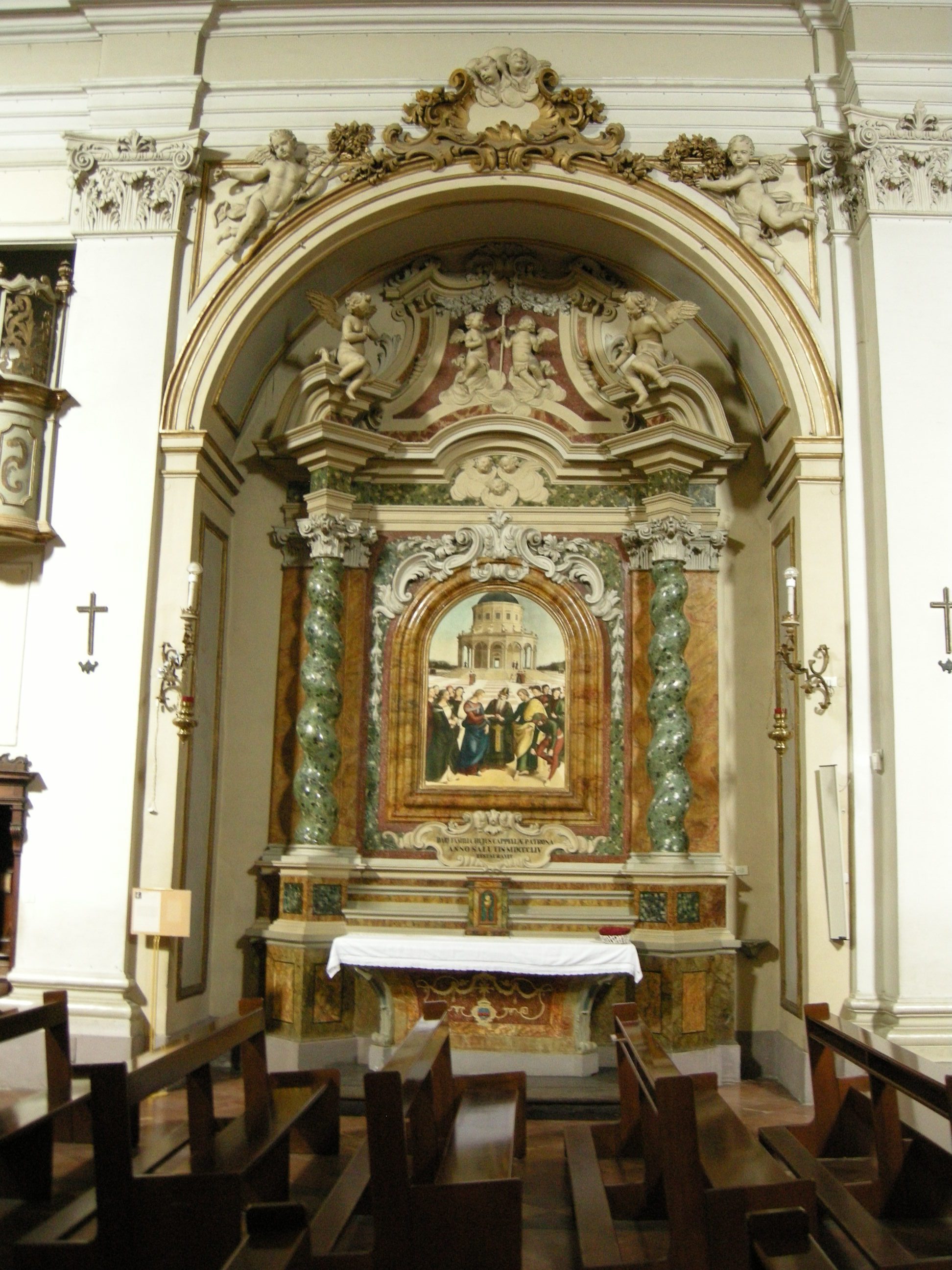
La copie du Sposalizio della vergine dans l'église d'origine.

Le Mariage de la Vierge est un tableau peint en 1504 par Raphaël alors que celui-ci se formait  dans l'atelier du Pérugin. Il est conservé à la  Pinacothèque de Brera à Milan.

## Histoire
Le tableau est une commande de la famille Albizzini pour la chapelle San Giuseppe de l'Église San Francesco (Città di Castello). Il est signé et daté de 1504.
Il s'agit d'une œuvre directement inspirée d'un des tableaux de son maître du même sujet, conservé au musée des beaux-arts de Caen, et probablement destinée à comparer leurs performances réciproques : 

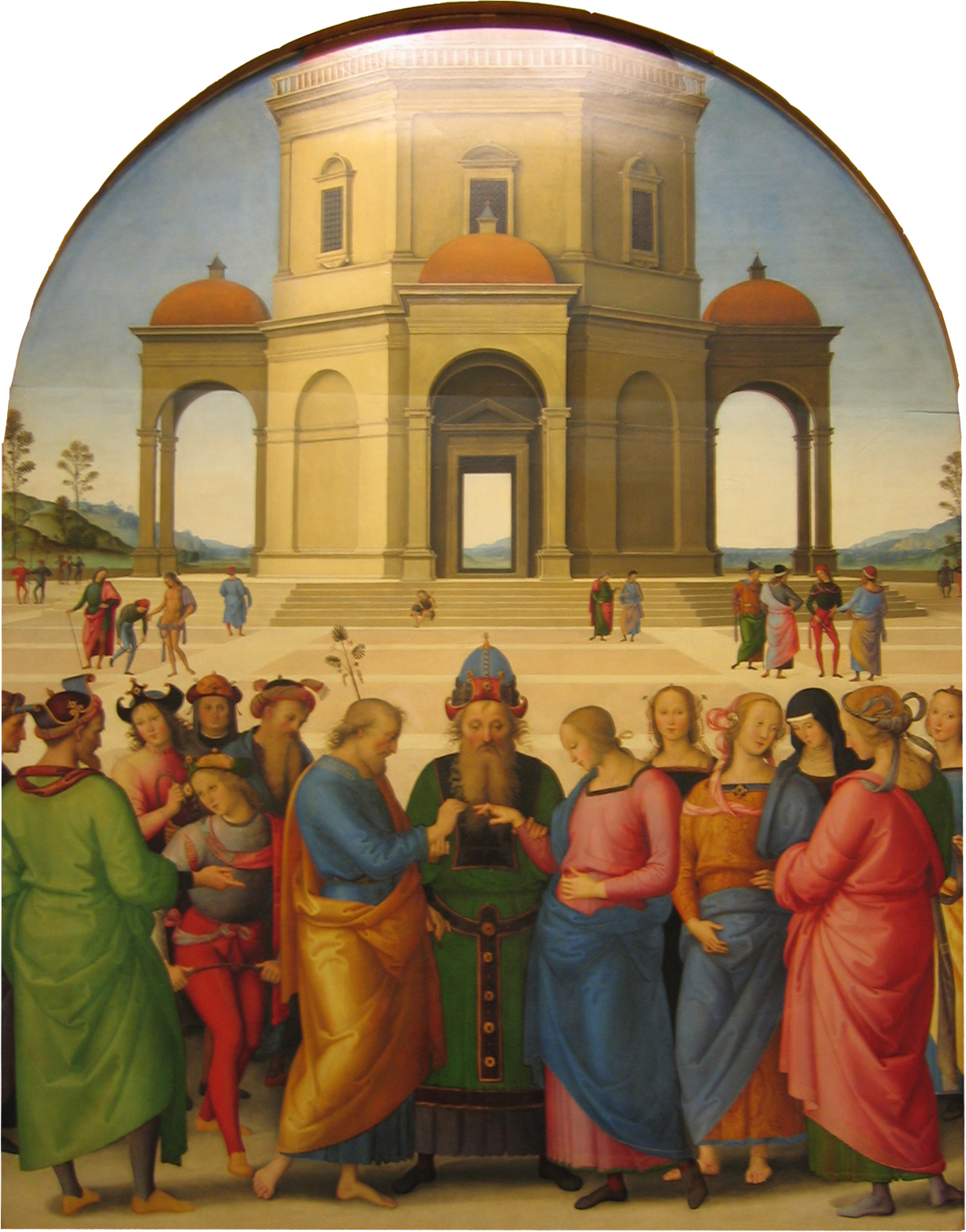
Version du Pérugin
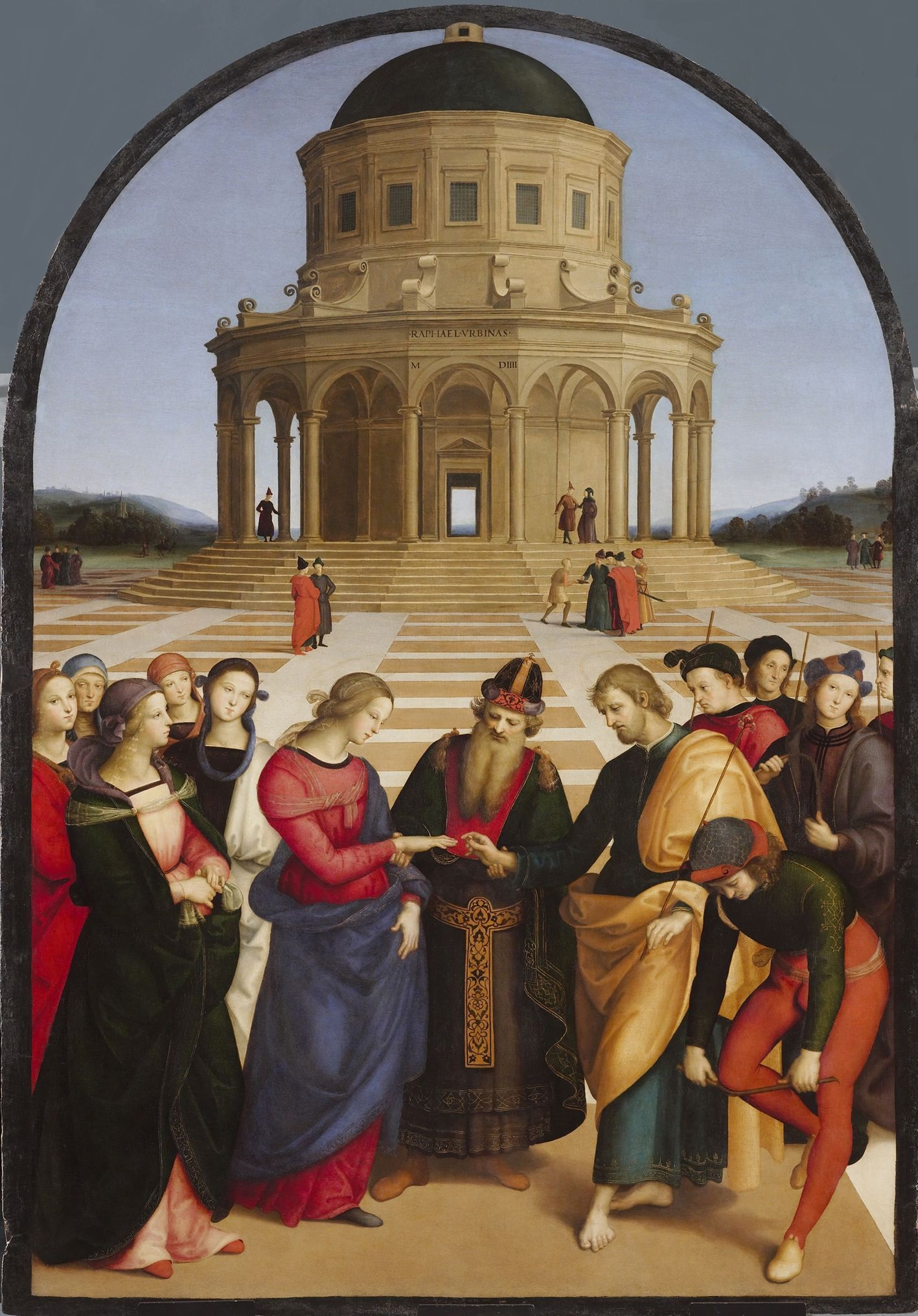
Version de Raphaël

La peinture de Raphaël comporte une composition circulaire bien développée, alors que celle du Pérugin est développée horizontalement. La structure des personnages et du grand bâtiment fait qu'on distingue clairement la peinture de Raphaël de celle de son maître. Le cadre des tableaux est le même, cintré en haut. Il est désormais exposé à la Pinacothèque de Brera à Milan. Une copie le remplace dans l'église d'origine.

## Thème
Il s'agit d'un thème de  l'iconographie chrétienne, celui d'un passage du Nouveau Testament, un épisode de la Vie de la Vierge dit « Mariage de la Vierge ». En présentant Marie comme « vierge », l'Évangile de Luc ajoute qu'elle était « accordée en mariage à un homme de la maison de David, appelé Joseph » (Lc 1, 27). Le Protoévangile de Jacques et La Légende dorée de Jacques de Voragine exposent également les détails de cet épisode de la vie de la Vierge, se passant devant le temple de Jérusalem où les prétendants portent chacun une baguette ; seule celle de Joseph a fleuri, signifiant  qu'il a été choisi par Dieu.

## Description
Le tableau (huile sur bois, panneau de 170 × 117 cm) à haut cintré est divisé en trois parties. Au premier plan, se situe la scène du mariage avec le grand-prêtre qui officie au milieu et de chaque côté les époux : Marie à gauche accompagnée de cinq femmes, Joseph à droite avec cinq hommes, dont l'un plie son bâton sur son genou car resté stérile ; les autres le portent verticalement, celui de Joseph  est fleuri.
Au second plan, quelques personnages parsèment la place pour rendre le tableau moins vide. Ils appuient la détermination de la grandeur de l’édifice. Le dallage comporte des rectangles de couleur ocre, alignés parallèlement chacun dans leur secteur, convergeant vers l'édifice et accentuant  la perspective à point de fuite vers l'ouverture centrale traversant le temple.
Des personnages sont visibles dans les lointains à droite et à gauche, et  également en haut des marches du temple.
Une tonalité fauve d’or domine dans l’arrangement des couleurs, avec des passages de rouge, de brun, de jaune, de bleu-vert foncé. Le paysage du fond, à droite comme à gauche révèle des collines et une végétation d'arbustes.
A l'arrière plan, un édifice en forme de rotonde apparaît. Ce dernier est reconnaissable à sa forme circulaire, son dôme et ses colonnes. Ce dernier rappelle le temple de Jérusalem, détruit en l'an 70.

## Analyse
Dans le Mariage de la Vierge, Raphaël donne une grande force à ses personnages — disposés en arc de cercle autour du couple central — définissant un sens nouveau de l'espace dans lequel il fait pénétrer le spectateur. La circularité de l’espace est accentuée par la forme du temple située au-dessus.
La Vierge est la personne représentée en rouge et bleu (le rouge symbole de la Passion et le bleu symbole de sa Virginité) et l'homme qui lui fait face et qui lui passe l’anneau — symbole de leur mariage — est Joseph.
La composition est symétrique avec autant d'hommes à droite que de femmes à gauche. Si l'on divise le tableau en deux verticalement, l'axe passe exactement par l'anneau. Il en est de même lorsqu'on partage l'œuvre horizontalement en trois parties égales. La ligne du premier tiers en partant du bas passe encore une fois par l'anneau. Le temple occupe exactement la moitié du tableau, et les personnages l'autre moitié.
Le style du tableau permet de reconnaître au premier coup d'œil qu'il a été peint au XVIe siècle, notamment lorsqu'on observe l’expression des personnages : leurs visages sont très travaillés, détaillés, ce qui les rend plus vivants, mais leurs habits sont tous tirés de l'Antique.
Le monument au second plan est inspiré du tempietto de Bramante, érigé sur le lieu du calvaire de Saint-Pierre à Rome quelques années auparavant. Il s'agit d'un édifice typique de la Renaissance, sans aucun rapport historique évidemment avec le temple de Jérusalem. Mais en même temps il rappelle l'église du Saint-Sépulcre de Jérusalem par son plan circulaire.
Curieusement, le petit orteil du pied gauche de Joseph est affecté d'une forte déformation.

## Postérité
Le tableau fait partie du musée imaginaire de l'historien français Paul Veyne, qui le décrit dans son ouvrage justement intitulé Mon musée imaginaire.